# Primula caldaria
Primula caldaria är en viveväxtart som beskrevs av William Wright Smith och Forrest. Primula caldaria ingår i släktet vivor, och familjen viveväxter. Inga underarter finns listade i Catalogue of Life.